# تورسنگ

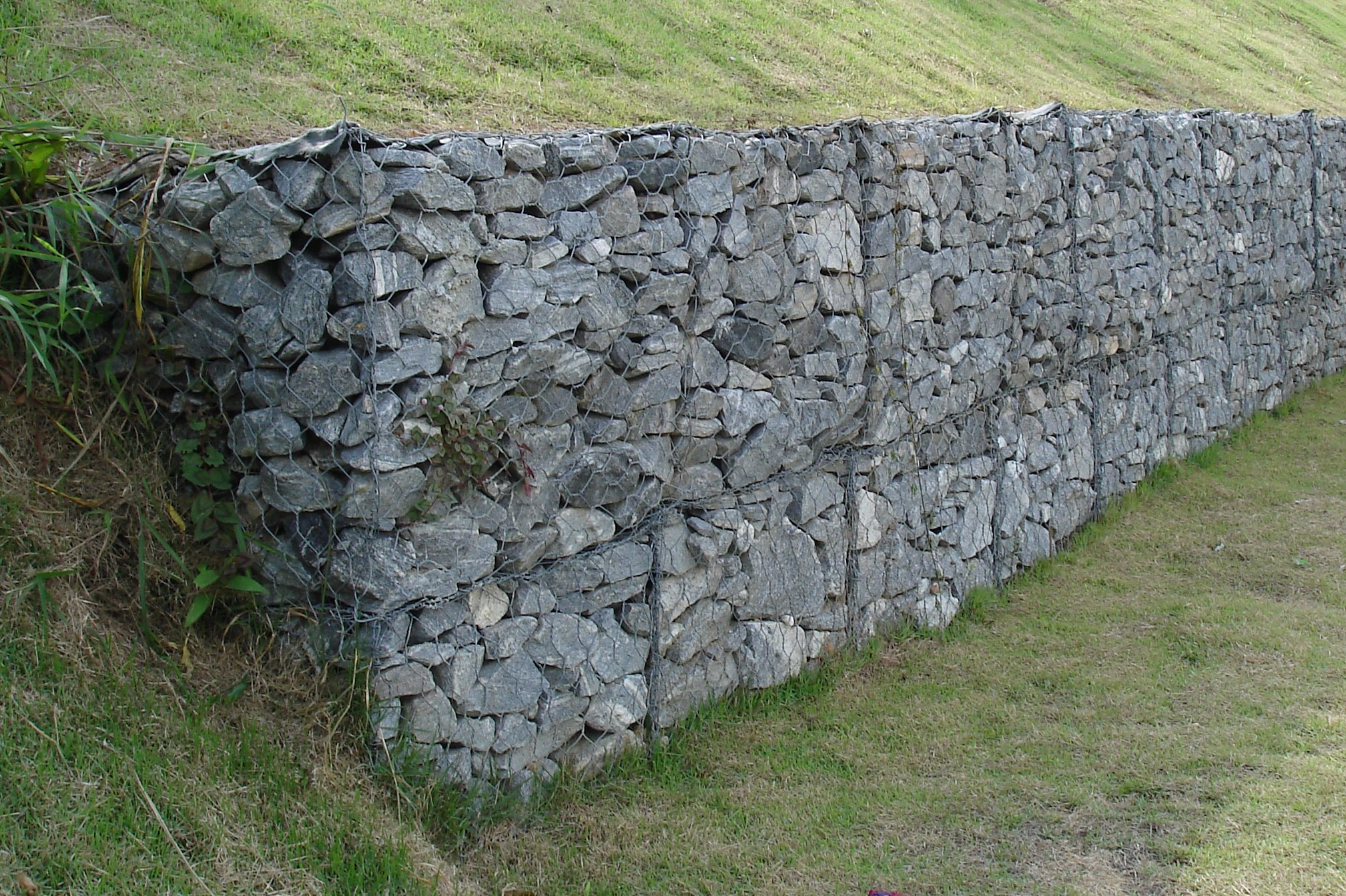
تورسنگ که به عنوان دیوار نگهبان استفاده شده.

تورسَنگ (به انگلیسی: Gabion) (نام‌های دیگر: سَلّه‌اندازی، تور سنگی، گابیون) در مهندسی عمران، قفسی توری را می‌گویند که درون آن را از قلوه‌سنگ و قطعات مختلف پر می‌کنند و تعدادی از آن‌ها را به صورت خشکه‌چینی روی هم قرار می‌دهند تا از ریزش دیواره خاکی جلوگیری شود.
ریشه‌های توری گابیون به دوران قرون وسطی برمی‌گردند و این فناوری نخستین بار در اروپا و بیشتر در ایتالیا به کار رفت. واژه "گابیون" از واژه ایتالیایی "gabbione" به معنی "سبد بزرگ" یا "محفظه بزرگ" اقتباس شده است. ابتدا توری گابیون برای ساخت دیوارهای دفاعی و تحکیم با استفاده از سنگ‌ها و متریال دیگر مورد استفاده قرار می‌گرفت.
در قدیم نیز تورسنگ را به شکل سبد استوانه‌ای شکل بدون ته می‌ساختند که از خاک پر کرده و برای جان‌پناه بکار می‌بردند. در قدیم به این کار سَلّه‌اندازی نیز می‌گفتند. سله واژه‌ای بود که برای زنبیلها و سبدهای بزرگ به‌کار می‌رفت.
تورسنگ‌ها در مهندسی عمران، راهسازی و امور نظامی کاربرد دارد. از آن برای استحکام‌بخشی کرانه‌های دریا و دریاچه‌ها در برابر فرسایش نیز استفاده می‌شود.
امروزه از گابیون‌ها در زیبایی منظر و محوطه سازی نیز استفاده می‌شود و برای این منظور از تارهای مفتول و ورق فلز cncشده به همراه پرکننده‌هایی مثل شیشه و سنگ‌های رودخانه‌ایی و بطری و … استفاده می‌گردد که جایگاه ویژه و رو به گسترشی در معماری فضای باز و لند اسکیپ پیدا کرده است.

## کاربردهای توری سنگی
- کنترل سیلاب با توری سنگی (گابیون): توری گابیون یک روش بسیار کارآمد در مدیریت و کنترل سیلاب‌ها محسوب می‌شود. با بهره‌گیری از این فناوری، امکان هدایت آسان آب وجود دارد که در نتیجه، از خسارت‌های ناشی از سیلاب جلوگیری می‌کند. توری گابیون با کنترل و کاهش سرعت جریان آب، فرسایش خاک را ممانعت می‌کند. علاوه بر این، توری گابیون می‌تواند به عنوان سدی موقت عمل کند و در نتیجه، به کاهش خطر سیلاب در مناطقی که با سیلاب‌های فصلی دست و پنجه نرم می‌کنند، کمک می‌کند. همچنین، استفاده از توری گابیون در مدیریت سیلاب، محیط زیست را نیز حفظ می‌کند. این توری‌ها با جلوگیری از فرسایش خاک و ریزش خاک، به کاهش عوامل خرابکار طبیعی کمک می‌کنند.
- استفاده از توری گابیون در زمین‌شناسی و مهندسی ژئوتکنیک: توری گابیون در علم ژئوتکنیک نیز کاربرد فراوانی دارد. این توری‌ها قابلیت حفظ و محافظت خاک‌های ضعیف را دارند. با استفاده از توری گابیون، می‌توانیم در برابر فشارهای بالایی که توسط سازه‌های مهندسی بر خاک وارد می‌شود، خاک را محافظت و نگهداری کنیم. همچنین توری گابیون می‌تواند نقش یک حائل جهت جلوگیری از ریزش سنگ در مناطق کوهستانی را ایفا کند، ویژگی که به خصوص در مهندسی راه و ساختمان کاربردی است. با استفاده از توری گابیون در پروژه‌های ژئوتکنیک، می‌توانیم تأثیرات زیانبار طبیعت را کاهش دهیم. این توری‌ها، با حفظ خاک و مقابله با فرسایش، در حفاظت از زمین کمک می‌کنند.[۷]

محوطه سازی
یکپارچگی طبیعی: طبیعت متخلخل آنها به گیاهان اجازه می‌دهد تا رشد کنند و به‌طور یکپارچه با محیط طبیعی خود ترکیب شوند. این نه تنها منطقه را زیبا می‌کند بلکه تنوع زیستی را نیز ارتقا می‌دهد.
اشکال همه‌کاره: دیوارهای حائل گابیون را می‌توان به صورت پلکانی، منحنی یا پلکانی چیدمان کرد و به طراحان منظر انعطاف‌پذیری برای ایجاد طرح‌های منحصر به فرد و جذاب می‌دهد.
دیوارهای گابیون به عنوان سازه‌های مصنوعی برای افزایش فضای سبز و ایجاد زیبایی طبیعی نقش مهمی در پارک‌های شهری ایفا می‌کنند. با گسترش فضاهای سبز و ساخت گلزارها و آب‌نماها، فضای فراغت بیشتر و مناظر طبیعی زیبا برای ساکنین شهری فراهم می‌شود. در برنامه‌ریزی شهری و طراحی پارک‌های آتی، باید از مزایای توری گابیون به‌طور کامل استفاده کنیم و آن را در پارک‌های شهری بیشتری به کار ببریم تا به‌طور مشترک یک محیط شهری قابل زندگی و زیبا ایجاد کنیم.